# Stilpnochlora rodgersae
Stilpnochlora rodgersae är en insektsart som beskrevs av Emsley 1970. Stilpnochlora rodgersae ingår i släktet Stilpnochlora och familjen vårtbitare. Inga underarter finns listade i Catalogue of Life.